# Zircons hadéens

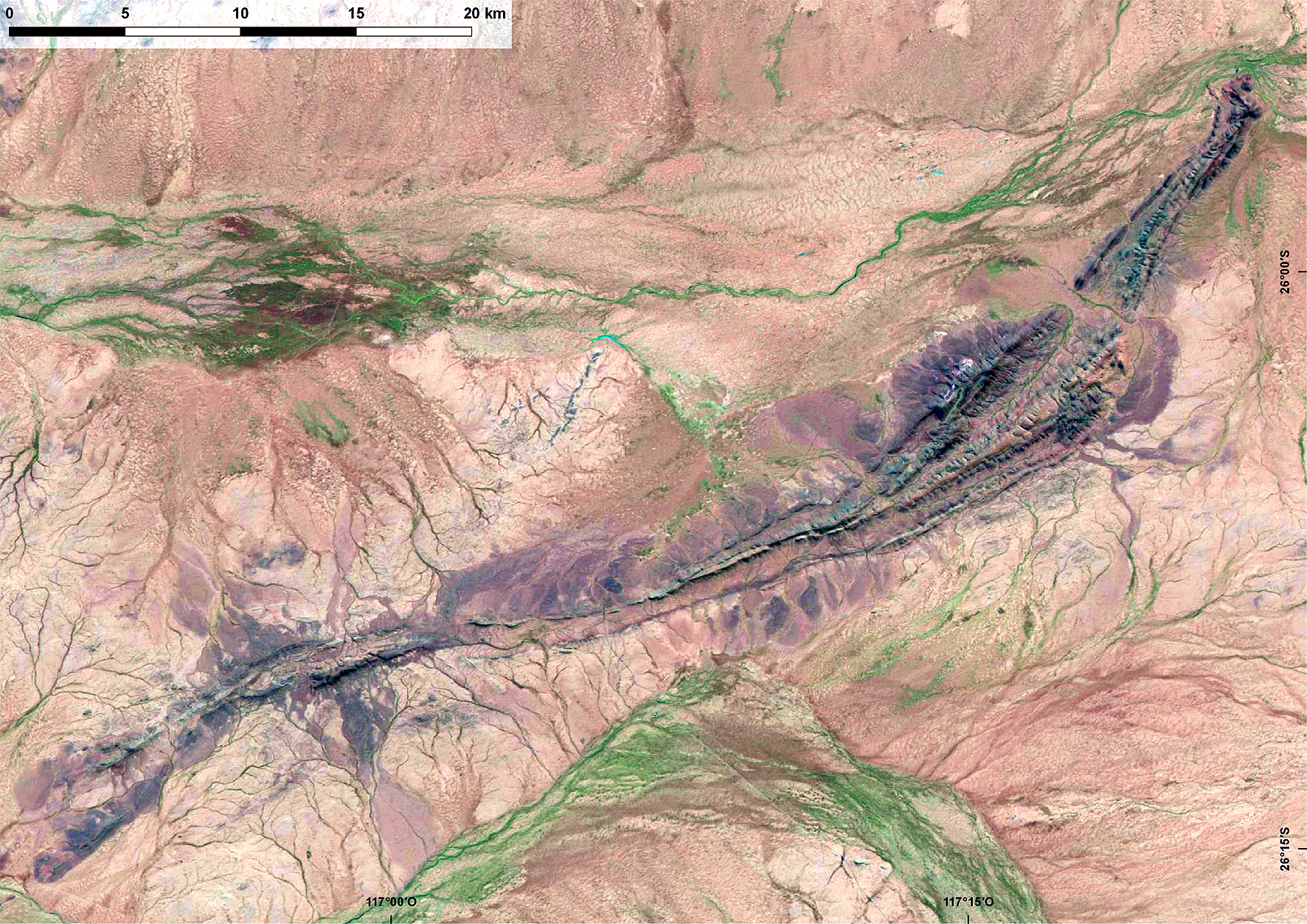
Photo aérienne des Jack Hills, Australie, lieu de découverte des plus vieux zircons.

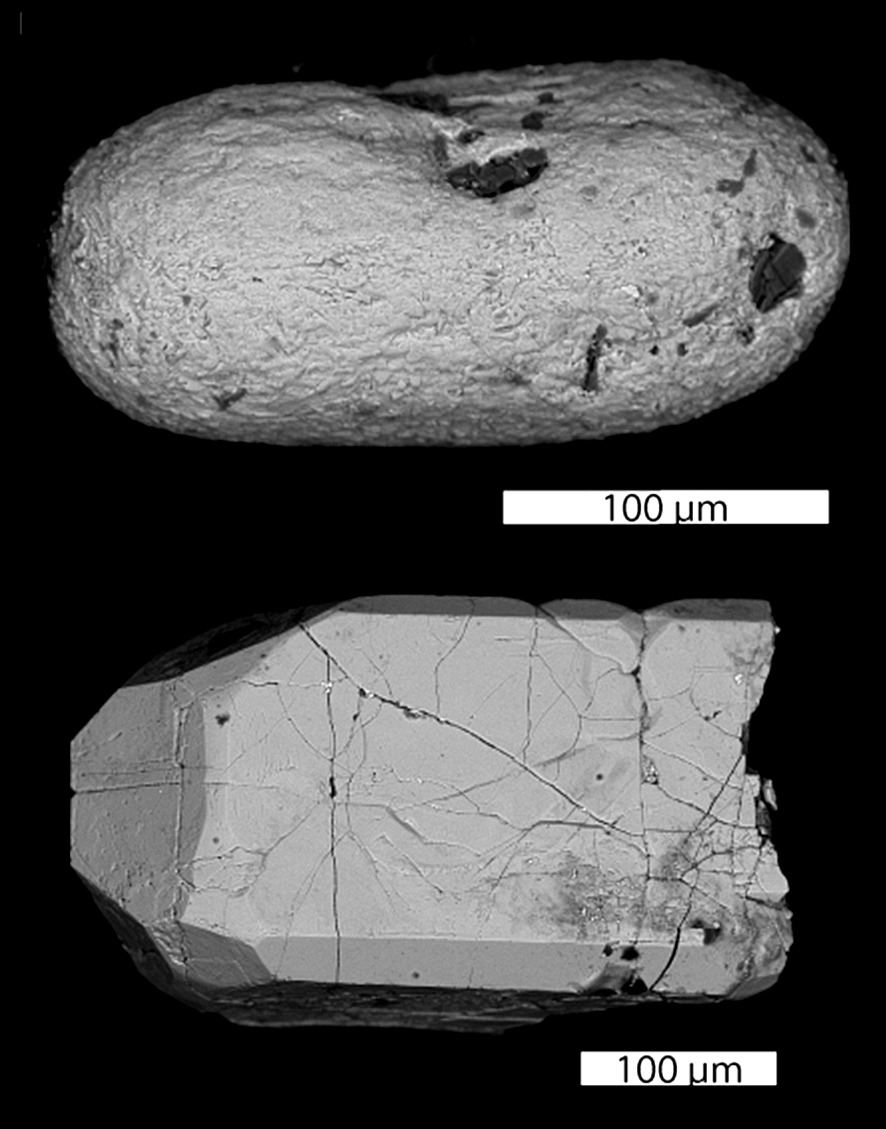
Micrographie électronique à rétrodiffusion de zircons détritiques des méta-sédiments archéens des Jack Hills (Craton de Yilgarn, Australie occidentale). La partie supérieure est fortement arrondie par abrasion tandis que la partie inférieure montre la plupart des facettes cristallines originales.

Les zircons hadéens constituent le matériau crustal le plus ancien de la Terre à l'Hadéen, il y a environ 4 milliards d'années. Le zircon est un minéral couramment utilisé pour la datation radiométrique, car il est très résistant aux changements chimiques et apparaît sous forme de petits cristaux ou grains dans la plupart des roches hôtes ignées et métamorphiques. Ils sont datés entre -3,8 Ga et -4,4 Ga pour les plus vieux (âge U-Pb), cela correspond à une époque très proche de la formation de la Terre. 
Le zircon hadéen a une très faible abondance dans le monde en raison du recyclage des matériaux par la tectonique des plaques. Lorsque la roche à la surface est enfouie profondément dans la Terre, elle est chauffée et peut recristalliser ou fondre. Malgré sa rareté sur terre, il existe plusieurs occurrences de zircons de cet éon dans six pays : Australie, Brésil, Canada, Chine, Groenland et Guyana.         
Dans la formation de Gneiss de Narryer à Jack Hills, en Australie, les scientifiques ont obtenu un enregistrement relativement complet des cristaux de zircon hadéens contrairement à d'autres endroits. Les roches de Jack Hills sont datées de l'éon archéen, à environ 3,6 milliards d'années. Cependant, les cristaux de zircon y sont plus anciens que les roches qui les contiennent. De nombreuses recherches ont été menées pour trouver l'âge absolu et les propriétés du zircon, par exemple les rapports isotopiques, les inclusions minérales et la géochimie du zircon. Les caractéristiques des zircons hadéens renseigne sur l'histoire de la Terre au début et le mécanisme des processus de la Terre dans le passé. Sur la base des propriétés de ces cristaux de zircon, de nombreux modèles géologiques différents ont été proposés.         

## Occurrences
Malgré sa rareté sur Terre, il existe plusieurs occurrences de zircons de cette époque dans six pays : Australie, Brésil, Canada, Chine, Groenland et Guyana.
| Pays      | Occurrences (et sources)  | Méthode analytique et résultat | Interprétation |
| --------- | ------------------------- | --- | --- |
| Australie | Mt Narryer,               | 80 zircons détritiques datés par microsondes ioniques provenant de quartzites, a révélé que 2% à 12% de grains > 4,0 Ga, avec des zircons plus jeunes allant jusqu'à environ 3 Ga. Dans l'étude LA-ICP-MS, Mt. Les zircons de Narryer ont un contenu en U plus élevé et le Ce / Ce * le plus bas contrairement aux zircons Jack Hills. | Diversité de la roche mère. Origines magmatiques.                                                                                    |
| Australie | Churla Wells              | Les grains sont de 4,14 à 4,18 Ga en utilisant la datation 207Pb / 206Pb. La région centrale a un Hf, REE, Uand Th beaucoup plus faible que les autres régions extérieures. Alors que le contenu U dans le noyau est d'environ 666 ppm, Th / U est de 0,6.                                                                             | Magma d'origine granitique. |
| Australie | Maynard Hills             | La datation de la ceinture de roches vertes a révélé que l'âge de 207Pb / 206Pb est de 4,35 Ga. | |
| Australie | Mt Alfred                 | Zircons concordant a l'âge de 4,17 Ga. Aucune donnée géochimique n'a été collectée. | |
| Brésil    | Brésil oriental           | L'âge de la roche est de 4,22 Ga et des rapports Th / U de 0,8 et des teneurs élevées en U (jusqu'à 1400 ppm). | Origine magmatique felsique. |
| Canada    | Territoire du Nord-Ouest, | L'âge de cristallisation du protolithe est de 3,96 Ga analysé par datation U-Pb. En appliquant LA-ICP-MS, le zircon 4,20 + 0,06 Ga était en cours de datation. | Origine magmatique. Dérivation d'une fusion felsique par un processus autre que la différenciation d'un magma mafique.               |
| Chine     | Tibet                     | Dans la méthode de microsonde ionique, les rapports Th / U du grain détritique sont supérieurs à 0,7. | Origine magmatique. |
| Chine     | Qinling nord              | L'âge LA-ICP-MS du zircon xénocristallin dans la ceinture orogénique de North Qinling est de 4,08 Ga. L'isotope Hf prend également en charge les données d'âge du test LA-ICP-MS. | |
| Chine     | Craton de Chine du Nord   | Le zircon est de 4,17 ± 0,05 Ga déterminé par la méthode de datation U-Pb LA-ICP-MS. Le rapport Th / U est de 0,46. | Origine magmatique. |
| Chine     | Chine du Sud              | La datation U-Pb par microsonde ionique conductrice, l'âge de 207Pb / 206Pb est de 4,13 ± 0,01 Ga avec 5,9 ± 0,1% de données isotopiques 18O. Anomalie Ce positive. | la Terre primitive est un environnement hautement oxydant et une température de cristallisation élevée de Ti-dans-zircons de 910 °C. |
| Groenland | Groenland,                | L'âge de cristallisation est déterminé à 3,83 ± 0,01 Ga par datation par microsonde ionique. 4,08 ± 0,02 Ga a été identifié dans l'enquête U-Pb. | |
| Guyana    | Guyana Sud                | 4,22 Ga par la méthode de datation U-Pb LA-ICP-MS. Aucune autre analyse géochimique n'a été réalisée. | |

## Mécanismes proposés de formation des zircons hadéens des Jack Hills

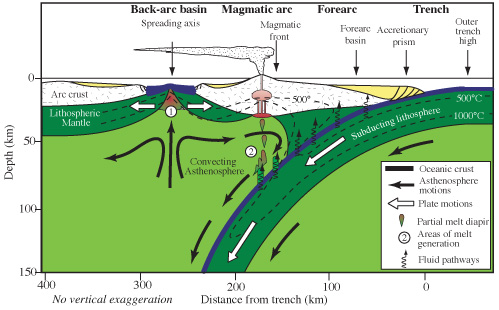
Théorie tectonique des plaques modernes.

La théorie de la tectonique des plaques est largement acceptée pour la formation de la croûte terrestre. Cependant, on ne sait que peu de chose sur la formation de la Terre. Avec l'enregistrement de marqueurs pétrologiques de l'Hadéen, la plupart des scientifiques ont conclu que la croyance d'une « Terre infernale » sans océan au cours de cet éon est fausse.
Les scientifiques ont construit différents modèles pour expliquer l'histoire thermique au début de l'histoire de la Terre, incorporant la croissance continentale, les rhyolites de type islandaises, les roches ignées intermédiaires, les roches ignées mafiques, la sagduction, fusion d'impact, la tectonique des caloducs, KREEP terrestre et scénarios à plusieurs étapes. Le plus célèbre est le modèle de croissance continental qui est similaire à la dynamique tectonique moderne : température de cristallisation relativement faible et pour certains un enrichissement en oxygène lourd, avec inclusion similaire aux processus crustaux modernes et montrent des signes de différenciation à ~ 4,5 Ga. Une hydrosphère terrestre précoce est attestée dès le début de la formation de la croûte felsique, dans laquelle se forment des granitoïdes qui sont, par la suite, altérés par une activité hydrique, avec de possible d'interactions aux limites des plaques.